# La Maison (film d'animation, 2022)
Pour les articles homonymes, voir La Maison et The House.
Pour plus de détails, voir Fiche technique et Distribution.
La Maison (The House) est un film britannico-américain d'animation en stop-motion réalisé par Emma De Swaef (nl), Marc James Roels, Niki Lindroth von Bahr et Paloma Baeza, sorti en 2022. Il se compose de trois segments se déroulant dans la même maison.

## Synopsis

### I: And Heard Within a Lie Is Spun
Mabel, une jeune fille, vit avec son père Raymond, sa mère Penny et sa sœur qui vient de naître, Isobel, dans une pauvreté relative, jusqu’au jour où un curieux promoteur leur offre de s’installer dans une maison à quelques pas de chez eux.

### II: Then Lost Is Truth That Can't Be Won
L'histoire se déroule dans un monde peuplé de rats anthropomorphes et la maison présentée dans la première histoire est maintenant installée dans la rue d'une ville et va bientôt être vendue.

### III: Listen Again and Seek the Sun
Dans un monde qui semble avoir subi une inondation apocalyptique et qui est peuplé de chats anthropomorphes, la maison est entourée d'eau et le niveau de celle-ci ne cesse de monter.

## Fiche technique
- Titre : La Maison
- Titre original : The House
- Réalisation : 
  - I: And Heard Within a Lie Is Spun : Emma De Swaef et Marc James Roels
  - II: Then Lost Is Truth That Can't Be Won : Niki Lindroth von Bahr
  - III: Listen Again and Seek the Sun : Paloma Baeza
- Scénario : Johannes Nyholm et Enda Walsh
- Musique : Gustavo Santaolalla
- Photographie : Malcolm Hadley et James Lewis
- Montage : Barney Pilling (en)
- Production : Charlotte Bavasso et Christopher O'Reilly
- Société de production : Nexus Studios
- Pays de production :  Royaume-Uni et  États-Unis
- Langue originale : anglais
- Genre : animation, thriller
- Durée : 97 minutes
- Dates de sortie : 
  - Monde : 14 janvier 2022 (sur Netflix)

## Distribution

### Voix originales
| - Mia Goth : Mabel - Matthew Goode : Raymond - Claudie Blakley : Penelope - Eleanor De Swaef-Roels : Isobel - Mark Heap : M. Thomas - Joshua McGuire : Georgie - Stephanie Cole : grand-tante Eleanor - Miranda Richardson : tante Clarice - David Peacock : oncle Lucien / les ouvriers flamands - Barnaby Pilling : Van Schoonbeek | - Jarvis Cocker : le promoteur - Sven Wollter : l'homme bizarre - Yvonne Lombard : la femme bizarre + visiteuse - Jason Barnett, Wayne Forester, Poppy Gathard, David Holt, Melanie Hudson et Emma Tate : les visiteurs et membres de la famille | - Susan Wokoma : Rosa - Helena Bonham Carter : Jen - Paul Kaye : Cosmos - Will Sharpe : Elias |

### Voix françaises

#### I: Où l'on entend, à l'intérieur un mensonge s'élaborer
- Lisa Caruso : Mabel
- Fabrice Lelyon : Raymond
- Laurence Bréheret : Penelope « Penny »
- Bruno Magne : M. Thomas
- Laura Zichy : grand-tante Eleanor

#### II: Perdue est la vérité qui ne peut être gagnée
- Bernard Gabay : le promoteur
- Bruno Magne : l'homme bizarre
- Laura Zichy : la femme bizarre
- Éric Marchal : l'officier de police #1
- Cindy Lemineur : l'officier de police #2 + les visiteuses

#### III: Écoute encore et cherche le soleil
- Alice Taurand : Rosa
- Brigitte Virtudes : Jen
- Marc Perez : Cosmos

 Source et légende : version française (VF) sur RS Doublage

## Distinction
- Festival international du film d'animation d'Annecy 2022 : prix du jury pour un spécial TV[3]